# Pejkovac
Pejkovac (izvirno srbsko Пејковац) je naselje v Srbiji, ki upravno spada pod Občino Žitorađa; slednja pa je del Topliškega upravnega okraja.

## Demografija
V naselju živi 980 polnoletnih prebivalcev, pri čemer je njihova povprečna starost 39,7 let (38,5 pri moških in 40,9 pri ženskah). Naselje ima 307 gospodinjstev, pri čemer je povprečno število članov na gospodinjstvo 4,16.
To naselje je, glede na rezultate popisa iz leta 2002, večinoma srbsko, a v času zadnjih treh popisov je opazno zmanjšanje števila prebivalcev.
|  |

| Demografija | Demografija     | Demografija     |
| Leto        | Št. prebivalcev | Št. prebivalcev |
| ----------- | --------------- | --------------- |
|             |                 |                 |
|             |                 |                 |
|             |                 |                 |
|             |                 |                 |
| 1948        | 1224            |                 |
| 1953        | 1316            |                 |
| 1961        | 1336            |                 |
| 1971        | 1285            |                 |
| 1981        | 1383            |                 |
| 1991        | 1327            | 1320            |
| 2002        | 1311            | 1276            |
|             |                 |                 |

| Etnična sestava po popisu iz leta 2002 | Etnična sestava po popisu iz leta 2002 | Etnična sestava po popisu iz leta 2002 | Etnična sestava po popisu iz leta 2002 | Etnična sestava po popisu iz leta 2002 |
| -------------------------------------- | -------------------------------------- | -------------------------------------- | -------------------------------------- | -------------------------------------- |
| Srbi                                   | Srbi                                   |                                        | 1.195                                  | 93,65%                                 |
| Romi                                   | Romi                                   |                                        | 70                                     | 5,48%                                  |
| Črnogorci                              | Črnogorci                              |                                        | 3                                      | 0,23%                                  |
| Neznano                                | Neznano                                |                                        | 7                                      | 0,54%                                  |